# جو راندولف أكيرلي
جو راندولف أكيرلي (4 نوفمبر 1896 - 4 يونيو 1967) كاتب ومحرر بريطاني. بدأ عمله مع هيئة الإذاعة البريطانية في العام التالي لتأسيسها في عام 1927، ثم ترقى إلى محرر أدبي لمجلة ذا ليسنر الأسبوعية، وعمل لأكثر من عقدين من الزمان. نشر العديد من الشعراء والكتاب الناشئين الذين أصبحوا مؤثرين في بريطانيا العظمى. كان مثليًا جنسيًا علانيةً، وهو أمر نادر في عصره عندما كان النشاط المثلي محظورًا بموجب القانون ومنبوذًا اجتماعيًا.
أخت أكيرلي غير الشقيقة هي سالي غروفينر، دوقة وستمنستر.

## الحرب العالمية الأولى
بعد اندلاع الحرب العالمية الأولى في أغسطس 1914، كُلف أكيرلي برتبة ملازم ثان في سبتمبر 1914. عُين في الكتيبة الثامنة من فوج شرق ساري، وهي جزء من الفرقة الثامنة عشرة، التي كانت متمركزة آنذاك في شرق أنجليا. في يونيو 1915، أرسِل إلى فرنسا. في 1 يوليو 1916، أصيب في معركة السوم. اخترقت شظايا زجاجة ويسكي جانبه بسبب انفجار. بعد أن بقي مصابًا في حفرة قذيفة لمدة ست ساعات، أنقذوه وأرسلوه إلى وطنه لقضاء إجازة مرضية.
سرعان ما تطوع للعودة إلى الجبهة. ترقى إلى رتبة نقيب، عندما وصل شقيقه الأكبر بيتر، وهو أيضًا ضابط في فوج شرق ساري، إلى فرنسا في ديسمبر 1916. في ذلك الوقت، كان أكيرلي ضابطه الأعلى. كتب لاحقًا أن بيتر، بروحه المبتهجة، أدى التحية لشقيقه «بسعادة والتزام». في فبراير 1917، أصيب بيتر أثناء العمل في مهمة خطيرة. على الرغم من عودة بيتر إلى الخطوط البريطانية، لكن أكيرلي لم يره مرة أخرى، فقد قُتل في 7 أغسطس 1918، قبل شهرين من نهاية الحرب. طارد موت بيتر أكيرلي طوال حياته، ولازمه شعور بالذنب لكونه ناجيًا.
في مايو 1917، قاد أكيرلي هجومًا في منطقة أراس حيث أصيب، هذه المرة في الأرداف والفخذ. بينما كان ينتظر المساعدة، وصل الألمان وأسروه. بصفته ضابطًا، عُين في معسكر اعتقال في سويسرا المحايدة، وهو ما كان مريحًا نسبيًا. هنا بدأ مسرحيته «أسرى الحرب»، التي تعبر عن حمى الأسر وشوقه المحبط لسجين إنجليزي آخر. لم يتمكن أكيرلي من العودة إلى إنجلترا إلا بعد انتهاء الحرب. تخلى الكابتن المؤقت أكيرلي عن مهمته عند الانتهاء من الخدمة، في 24 أبريل 1919.

## سيرته المهنية
منذ خريف عام 1919، التحق أكيرلي بالكلية المجدلية في كامبريدج، في العام نفسه الذي درس فيه باتريك بلاكيت وجيفري ويب وكينغسلي مارتن. بعد تخرجه بدرجة البكالوريوس في اللغة الإنجليزية من الدرجة الثالثة في عام 1921، انتقل إلى لندن، حيث استمتع بالعاصمة العالمية واستمر في الكتابة. في عام 1923 ضُمت مسرحيته «أسرى الحرب» إلى مجموعة من المؤلفين البريطانيين الشباب، مما أدى إلى بدء حصوله على بعض التقدير.
التقى أكيرلي بإدوارد مورغان فورستر وغيره من نجوم الأدب اللامعين، لكنه كان وحيدًا، على الرغم من تعدد شركائه الجنسيين. مع صعوبة العثور على منتج لمسرحيته وشعوره بالضياع والابتعاد عن أسرته بشكل عام، لجأ أكيرلي إلى فورستر طلبًا للإرشاد. رتب فورستر، الذي عرفه من رواية «رحلة إلى الهند»، وظيفة سكرتير لمهراجا تشاتاربور، فيشواناث سينغ.
أمضى أكيرلي خمسة أشهر تقريبًا في الهند، التي كانت ما تزال تحت الحكم البريطاني. زادت كراهيته الشديدة للعديد من الهنود الإنجليز (البريطانيين الذين يعيشون في الهند) الذين التقى بهم. تستكشف مذكرات أكيرلي الكوميدية «عطلة هندوسية» بعض تجاربه. كان المهراجا مثليًا جنسيًا، وتمثل هواجس جلالته ومغامراته، إلى جانب ملاحظات أكيرلي حول الهنود الإنجليز، جزءًا كبيرًا من روح الدعابة في العمل.
في إنجلترا، عُرضت مسرحية أسرى الحرب أخيرًا في عام 1925، وحظيت بإشادة واسعة. بدأ عرضها في نادي ثري هاندرد في الخامس من يوليو 1925، ثم نُقلت إلى مسرح بلاي هاوس في الحادي والثلاثين من أغسطس. استمتع أكيرلي بنجاحه، فعاد إلى لندن ليشارك جمهوره المسرحي في سهرات بهيجة. من خلال أصدقائه في كامبريدج، التقى بجون غيلغد وغيره من نجوم المسرح الصاعدين.
في عام 1928 انضم أكيرلي إلى طاقم هيئة الإذاعة البريطانية (بي بي سي). عمل في قسم المحادثات، الذي رتب محاضرات إذاعية يلقيها علماء بارزون وشخصيات عامة. ساعد في إنشاء القسم الجديد، الذي كان له تأثير واسع النطاق على الحياة الأدبية والثقافية البريطانية.
في عام 1935، عُيِّن أكيرلي محررًا أدبيًا لمجلة ذا ليسنر التابعة لهيئة الإذاعة البريطانية (بي بي سي). ظل يشغل هذا المنصب حتى عام 1959، إذ اكتشف العديد من الكتاب الشباب وروج لهم، ومن بينهم دبليو. إتش. أودن، وكريستوفر إشروود، وفيليب لاركن، وستيفن سبندر.
كان أكيرلي أحد مرشدي فرانسيس كينغ (الآخر هو سي. إتش. بي. كيتشين).

## الحياة اللاحقة والموت
منذ عام 1943، عاش أكيرلي في شقة صغيرة في بوتني تطل على نهر التيمز. أنتج كل أعماله المهمة تقريبًا خلال هذه الفترة. كان لديه وظيفة مستقرة في هيئة الإذاعة البريطانية (بي بي سي) وأنهى حياة التعدد غير المرضية التي عاشها في شبابه. ما تبقى له هو البحث عما أسماه «الصديق المثالي».
تحمل أكيرلي المسؤولية المالية عن أخته نانسي، التي كانت غير مستقرة، وعمته المسنة باني. في عام 1946 (العام الذي توفيت فيه والدته)، حصل على كلب راع ألماني اسمه كويني. أصبح الكلب رفيقه الأساسي على مدار السنوات الخمس عشرة التالية. خلال هذا الوقت، كان أكثر إنتاجية. راجع فيلم عطلة هندو (1952)، وأكمل فيلم كلبي توليب (1956)، وفيلم نحن نعتقد أن العالم من حولك (1960)، وعمل على مسودات فيلم والدي ونفسي.
غادر أكيرلي هيئة الإذاعة البريطانية في عام 1959. في عام 1960 زار اليابان لرؤية صديقه فرانسيس كينغ، وقد انبهر بجمال المناظر الطبيعية هناك، وخاصة الرجال اليابانيين.
في الثلاثين من أكتوبر 1961 توفيت كويني. وصف أكيرلي، الذي فقد أخاه ووالديه، ذلك اليوم بأنه «أحزن يوم في حياتي». وقال: «كنت لأحرق نفسي كما في طقوس الستي عندما توفيت كويني. فما كان لأي إنسان أن يفعل مثل هذا الشيء، ولكن حبي لكويني كان ليدفعني إلى ذلك بقوة». في عام 1962، حصلت رواية نعتقد أن عالمك فاز بجائزة دبليو إتش سميث الأدبية، والتي جاءت مع جائزة نقدية كبيرة، لكن هذا لم يكن كافيًا لإخراجه من حزنه. (اعتقد أن ريتشارد هيوز استحق الفوز، كما كان لا يفكر كثيرًا في الفائزين السابقين بالجائزة).
في السنوات التي تلت وفاة كويني، عمل أكيرلي على كتابة مذكراته عن والده، وكان يشرب كثيرًا. عثرت عليه شقيقته نانسي ميتًا في سريره في صباح الرابع من يونيو 1967. يذكر كاتب سيرة أكيرلي بيتر باركر أن سبب الوفاة كان خثار تاجي.
في أواخر حياته باع أكيرلي 1075 رسالة من فورستر، يعود تاريخها إلى عام 1922 فصاعدًا، وحصل على 6000 جنيه إسترليني مقابلها. وقال إن هذا المبلغ «سيسمح لي أنا ونانسي بالشرب بلا مبالاة حتى نهايتنا». لم يعش أكيرلي طويلًا بما يكفي للاستمتاع بالمال، ولكن إلى جانب العائدات من أعماله الموجودة وأعماله بعد وفاته، سمح هذا المال لنانسي بالعيش في راحة نسبية حتى وفاتها في عام 1979.